# Bettongia pusilla
La bettongia nana del Nullarbor (Bettongia pusilla McNamara, 1997) è una specie estinta di bettongia endemica del Nullarbor Plain, in Australia Occidentale. È nota solamente a partire da resti fossili.